# Kalletal

Kalletal est une commune de Rhénanie-du-Nord-Westphalie (Allemagne), située dans l'arrondissement de Lippe, dans le district de Detmold, dans le Landschaftsverband de Westphalie-Lippe.

## Quartiers
| Commune                                                   | Superficie | Habitants (2009) | Quartiers de Kalletal |
| --------------------------------------------------------- | ---------- | ---------------- | --------------------- |
| Asendorf                                                  | 006,16 km² | 250              |                       |
| Bavenhausen                                               | 007,08 km² | 861              |                       |
| Bentorf                                                   | 006,13 km² | 1 104            |                       |
| Brosen                                                    | 007,53 km² | 419              |                       |
| Erder                                                     | 005,91 km² | 751              |                       |
| Heidelbeck                                                | 008,98 km² | 618              |                       |
| Henstorf                                                  | 006,01 km² | 191              |                       |
| Hohenhausen (ville principale, siège de l'administration) | 010,45 km² | 3 709            |                       |
| Kalldorf                                                  | 009,69 km² | 1 347            |                       |
| Langenholzhausen                                          | 012,15 km² | 1 453            |                       |
| Lüdenhausen                                               | 007,30 km² | 1 025            |                       |
| Osterhagen                                                | 003,14 km² | 31               |                       |
| Stemmen                                                   | 004,66 km² | 1 084            |                       |
| Talle                                                     | 006,04 km² | 1 170            |                       |
| Varenholz                                                 | 006,10 km² | 751              |                       |
| Westorf                                                   | 005,09 km² | 969              |                       |
| Total                                                     | 112,42 km² | 15.733           |                       |

## Personnalités liées à la ville
- Stephan Ludwig Jacobi (1711-1784), né à Hohenhausen, agriculteur et inventeur allemand de l'insémination artificielle en pisciculture.